# 라울 훌리아
라울 훌리아(Raúl Juliá, 1940년 3월 9일 ~ 1994년 10월 24일)는 푸에르토리코의 배우이다. 배우 오슨 빈이 푸에르토리코로 휴가를 갔다가 인기 나이트클럽에서 노래를 부르는 훌리아를 우연히 발견해 발탁하였고, 1964년 훌리아는 뉴욕시로 이주하였다.
《서푼짜리 오페라》(1976-77) 등을 통해 토니상 뮤지컬 부문 남우주연상 후보에 네 차례 올랐으며, 텔레비전 영화 《버닝 씨즌》(1994)으로 1994년 제52회 골든 글로브상과 1995년 제74회 프라임타임 에미상의 TV 영화·미니시리즈 부문 남우주연상을 수상하였다. 2017년 데일리 텔레그래프는 아카데미상 후보에 오르지 못한 위대한 배우 20명을 뽑으며 훌리아를 명단에 포함시켰다.

## 출연 작품

### 영화
- 백색 공포 (1971)
- 마음의 저편 (1982)
- 거미 여인의 키스 (1985)
- 살의의 아침 (1986)
- 로메로 (1989, Romero)
- 의혹 (1990)
- 후계자 (1990)
- 아담스 패밀리 (1991)
  - 아담스 패밀리 2 (1993)
- 스트리트 파이터 (1994)
- 버닝 씨즌 (1994, The Burning Season)